# Heterobathmia diffusa
Heterobathmia diffusa là một trong năm loài bướm đêm của chi duy nhất Heterobathmia trong họ duy nhất Heterobathmiidae thuộc liên họ duy nhất Heterobathmioidea của phân bộ Heterobathmiina, bộ Lepidoptera.